# Gomboro (département)
Cet article concerne le département et la commune rurale. Pour le village chef-lieu, voir Gomboro.
Gomboro est un département et une commune rurale de la province du Sourou, situé dans la région de la Boucle du Mouhoun au Burkina Faso. 

## Géographie

### Démographie
- Le département comptait 5 654 habitants estimés en 2003[2].
- Le département comptait 13 770 habitants recensés en 2006[1]

## Administration

### Villages
Le département et la commune rurale de Gomboro est administrativement composé de dix villages, dont le village chef-lieu homonyme (populations consolidées en 2012, issues du recensement général de la population de 2006) :
- Bassagoulo (588 habitants)
- Bouli (665 habitants)
- Dogna (140 habitants)
- Gala (768 habitants)
- Ganagoulo (389 habitants)
- Gani (1 911 habitants)
- Gomboro (6 022 habitants)
- Konga (1 640 habitants)
- Sia (1 529 habitants)
- Talbayiri (118 habitants)

S'y attache également un autre village (mentionné en 2003).
- Bambara